# The Only Girl in the Orchestra
The Only Girl in the Orchestra es un cortometraje documental musical estadounidense dirigido por Molly O'Brien, estrenado mundialmente el 9 de noviembre de 2023 en el festival DOC NYC, dentro de la sección SHORTS: SHE STORIES. El documental fue lanzado globalmente el 4 de diciembre de 2024 en la plataforma Netflix.
El 2 de marzo de 2025, ganó el Premio Oscar al Mejor Cortometraje Documental.

## Sinopsis
Orin O'Brien, una contrabajista pionera, hizo historia en 1966 al convertirse en la primera mujer en formar parte de la Orquesta Filarmónica de Nueva York, cuando fue contratada por Leonard Bernstein. Ahora, a los 87 años y recientemente jubilada, reflexiona sobre su destacada carrera y valora su papel tranquilo y de apoyo hacia sus seres queridos y estudiantes. El documental, dirigido por su sobrina Molly O'Brien, resalta el impacto de Orin y su convicción de que la verdadera realización se encuentra en aceptar un papel secundario.

## Elenco
- Orin O'Brien como ella misma
- Carlos Barriento como él mismo
- Leonard Bernstein como él mismo (imágenes de archivo)

## Lanzamiento
La película fue exhibida en el Festival de Cine de Vail el 9 de diciembre de 2023. En abril de 2024, se presentó en la 26ª edición del Festival Internacional de Cine RiverRun. Además, en junio de 2024, formó parte del programa de cortometrajes "One-of-a-Kind" en el DC/DOX.
La película se exhibió en DOC NYC el 14 de noviembre de 2024 en la lista de cortos de Short List, Extraordinary People.